# 北原名田造
北原 名田造（きたはら なだぞう、1894年（明治27年）4月1日 - 1990年（平成2年）10月29日）は、大正から昭和期の政治家、篤農家。長野県駒ヶ根市長。号は竹雲山人。

## 来歴
長野県上伊那郡赤穂村（現駒ヶ根市）で、北原久次郎、やす の三男として生まれた。旧制飯田中学（現長野県飯田高等学校）を経て、1917年（大正6年）東京帝国大学農科大学の農地実地見習を修了、同附属果樹園主任となり、1920年（大正9年）桔梗ヶ原に北原農場を開設し、果樹野菜栽培や畜産の先駆となる。
1947年（昭和22年）長野県議会議員となり、同副議長も務めた。1951年（昭和26年）欧米各国を視察し、1952年（昭和27年）長野県人事委員会委員長、長野県総合開発審議会会長などを歴任。
1956年（昭和31年）1月、駒ヶ根市長選挙に当選し、1968年（昭和43年）1月まで3期務めた。在任中は上水道や簡易水道の給水事業、長野県立駒ヶ根病院、市立救護施設駒ヶ根順天寮の開設、ゴミ焼却場、伊南衛生センターの建設、中央アルプス駒ヶ岳ロープウェイの開通や、駒ヶ根高原の開発に尽力した。退任後は同44年（1969年）長野県草地協会を創設し顧問となる。
その他、長野県市長会長、長野県日中友好協会副会長、日本赤十字社長野県支部評議員、中央アルプス観光会社顧問などを歴任した。

## 栄典
- 1965年（昭和40年）黄綬褒章[1]
- 1966年（昭和41年）勲四等瑞宝章[1]

## 著作
- 『乳用山羊の実際』賢文館、1938年。
- 『実験家庭山羊飼育法』北原農場、1943年。